# هيو ارتشر
هيو ارتشر (بالإنجليزية: Hugh Archer)‏ هو سياسي أمريكي، ولد في 21 أغسطس 1796، وتوفي في 23 يناير 1858. انتخب عضو مجلس نواب فلوريدا.